# میکرو پایتون
MicroPython یک پیاده‌سازی از زبان برنامه‌نویسی پایتون است که شامل زیرمجموعه کوچکی از کتابخانه استاندارد پایتون است و برای اجرا بر روی میکروکنترلرها و در محیط‌های محدود بهینه شده‌است.

## نحوه کار
MicroPython یک کامپایلر کامل پایتون است که بر روی میکروکنترلر خالی اجرا می‌شود. شما یک ارتباط تعاملی (REPL) برای اجرای فوری دستورها، همراه با قابلیت اجرا و وارد کردن اسکریپت‌ها از سیستم فایل داخلی دریافت می‌کنید. REPL دارای تاریخچه، تکمیل برگه، حالت تورفتگی خودکار و چسباندن است.
MicroPython تلاش می‌کند تا حد ممکن با پایتون معمولی (معروف به CPython) سازگار باشد و تفاوت زیادی با پایتون ندارد.
علاوه بر پیاده‌سازی مجموعه‌ای از کتابخانه‌های هسته پایتون، MicroPython شامل ماژول‌هایی مانند «Machine» برای دسترسی به سخت‌افزار سطح پایین است.